# Известия Сочинского Свято-Николаевского Православного Братства
«Известия Сочинского Свято-Николаевского Братства» — первый в городе Сочи журнал Русской Православной Церкви издававшийся Свято-Николаевским Православным Братством под редакцией Русского писателя П. А. Россиева, по благословению епископа Сухумского Андрея (Ухтомского) с 1914 по 1917 годы.

## История
В декабре 1913 года при храме Святителя Николая на Хлудовской стороне посада Сочи по благословению епископа Сухумского Андрея (Ухтомского) было организованно Православное братство во имя Святителя Николая Чудотворца. Через год после этого события у Свято-Николаевского Братства появился свой печатный орган — журнал «Известия Сочинского Свято-Николаевского Братства». Редактором журнала стал Русский писатель Павел Амплиевич Россиев. Журнал выпускался с периодичностью два раза в месяц. В журнале публиковались распоряжения церковных и светских властей, статьи и заметки о церковно — приходской жизни в Сочинском округе, статьи археологического и фольклорного содержания, статьи в защиту христианских начал и трезвости. Последний номер журнала датирован 1917 годом, после Октябрьского переворота издание журнала было прекращено.